# Nagyharsány
Nagyharsány é um município da Hungria, situado no condado de Baranya. Tem 26,01 km² de área e sua população em 2019 foi estimada em 1.399 habitantes.